# مجتبی کبیری
مجتبی کبیری (زاده ۱۳۴۰) خواننده ایرانی در سبک پاپ است.

## زندگی‌نامه
کبیری در دههٔ ۱۳۷۰ وارد موسیقی پاپ شد و در دههٔ ۱۳۸۰ همه‌گیر شد. اولین آلبوم او «معرکه نام داشت.آلبوم دوم او ساز مخالف نام داشت که با مریم حیدرزاده همکاری کرده بود. کبیری در سال‌های بعد از آن پرکار بود اما تدریجاً فعالیتش کم شد. در سال ۱۳۹۴ او با آلبوم «اتاق ساکت» دوباره به عرصهٔ موسیقی ایران بازگشت.
او در سال ۱۴۰۰ با قطعه ((امپراطور)) ساخته مانی ارمغان مجددا به مارکت موسیقی برگشت .

## سبک
کبیری در سبک پاپ می‌خواند. او بابت شباهتش با یک خوانندهٔ دیگر (به‌طور مشخص، سیاوش قمیشی) مورد انتقاد قرار گرفته‌است.

## آثار
کبیری علاوه بر آلبوم‌های مختلفی که منتشر کرده، در برنامه‌های مختلف هنری در ایران نیز اجرای زنده داشته‌است. همچنین به دنبال انتشار آلبوم «اتاق ساکت» وی برنامه‌ای برای تور در شهرستان‌های مختلف ایران را اعلام کرد.

### آلبوم‌ها[نیازمند منبع]
- نیم نگاه
- ساز مخالف
- معرکه
- شب و روز
- اتاق ساکت
- امپاطور